# Bill Paxton
William Archibald „Bill” Paxton (ur. 17 maja 1955 w Fort Worth, zm. 25 lutego 2017 w Los Angeles) – amerykański aktor, okazjonalnie reżyser, producent filmowy i scenarzysta. Czterokrotnie nominowany do Złotego Globu; jako podpułkownik John Paul Vann w telewizyjnym dramacie wojennym HBO Wojna kłamstw (A Bright Shining Lie, 1998) i trzykrotnie za rolę Williama Orville’a „Billa” Henricksona w serialu HBO Trzy na jednego (Big Love, 2006–2011).

## Życiorys

### Wczesne lata
Urodził się w Fort Worth w stanie Teksas jako syn Mary Lou (z domu Gray) i Johna Lane’a Paxtona, biznesmena, kierownika muzealnego i aktora. Ukończył Arlington Heights High School w Fort Worth.
Absolwent Sir Francis Drake High School, Texas State University (wówczas znanego jako Southwest Texas State Univ.), i Richmond College w Anglii.

### Kariera
Po ukończeniu studiów przeniósł się do Los Angeles, gdzie początkowo pracował jako scenograf przy filmach reżysera Rogera Cormana. Zainspirowany tym, osiedlił się w Nowym Jorku, by w New York University doskonalić sztukę aktorską pod kierunkiem Stelli Adler.
Zadebiutował jako John w filmie Jonathana Demme’a Szalona mama (Crazy Mama, 1975) z Cloris Leachman, Stuartem Whitmanem i Ann Sothern. Wziął także udział w programie Saturday Night Live (1975). Pojawił się w 1982 r. w teledysku do piosenki Pat Benatar pt. Shadows of the Night (w roli niemieckiego żołnierza). Po udziale w thrillerze The Lords of Discipline (The Lords of Discipline, 1983) jako Gilbreath u boku Davida Keitha, zagrał niewielką rolę lidera punków w filmie sensacyjnym sci-fi Jamesa Camerona Terminator (The Terminator, 1984). Za rolę szeregowca Williama Hudsona w filmie sensacyjnym sci-fi Jamesa Camerona Obcy – decydujące starcie (Aliens, 1986) z Sigourney Weaver otrzymał nagrodę Saturna w kategorii najlepszy aktor drugoplanowy. W komedii Johna Hughesa Dziewczyna z komputera (Weird Science, 1985) z Kelly LeBrock pojawił się jako Chet Donnelly, sadystyczny starszy brat Wyatta. W westernie George’a Pana Cosmatosa Tombstone (1993) wystąpił w roli Morgana, naiwnego brata Wyatta Earpa.
W ciągu ponad czterdziestu lat kariery wystąpił w wielu pamiętnych rolach. Szczególną popularność przyniosły mu jednak występy w hollywoodzkich przebojach lat 90.: Prawdziwe kłamstwa (True Lies, 1994) jako sprzedawca samochodów używanych, który oszukiwał Jamie Lee Curtis, Apollo 13 (1995) jako pilot wojskowy i astronauta Fred Haise, Twister (1996) i Titanic (1997).

## Życie prywatne
2 października 1979 roku poślubił Kelly Lynn Rowan. Jednak 22 lipca 1980 doszło do rozwodu. 12 maja 1987 ożenił się z Louise Newbury. Mieli dwójkę dzieci: syna Jamesa (ur. 1994) i córkę Lydię (ur. 19 grudnia 1997). Byli trzy dekady małżeństwem.
19 kwietnia 2009 oficjalnie dołączył do organizacji Gay & Lesbian Alliance Against Defamation (GLAAD), której celem jest zwalczanie homofobii.
Zmarł 25 lutego 2017 roku w Los Angeles wskutek powikłań pooperacyjnych w wieku 61 lat. Miał tętniaka aorty.

## Filmografia

### Obsada
- The Groove Tube (1974)
- Crazy Mama (1975) jako John
- The Six O’Clock Follies (1980)
- Szarże (1981, Stripes) jako żołnierz
- Night Warning (1981) jako Eddie
- Fish Heads (1982)
- Taking Tiger Mountain (1983)
- The Lords of Discipline (1983) jako Gilbreath
- Deadly Lessons (1983) jako Eddie Fox
- Kostnica (1983, Mortuary) jako Paul Andrews
- Koszmary (1983, Nightmares)
- Impuls (1984, Impulse) jako Eddie
- Ulice w ogniu (1984, Streets of Fire) jako Clyde
- Terminator (1984, The Terminator) jako lider punków
- The Atlanta Child Murders (1985) jako Campbell
- Dziewczyna z komputera (1985, Weird Science) jako Chet
- Komando (1985, Commando) jako oficer
- Wczesny mróz (1985, An Early Frost) jako Bob Maracek
- Obcy – decydujące starcie (1986, Aliens) jako szeregowiec W. Hudson
- Fresno (1986) jako Billy Joe Bobb
- Blisko ciemności (1987, Near Dark) jako Severen
- Pass the Ammo (1988) jako Jesse Wilkes
- Praise the Lord and Pass the Ammo (1988)
- Rzeka wichru (1989, Slipstream) jako Matt Owens
- Prawo krwi (1989, Next of Kin) jako Gerald Gates
- Predator 2 (1990) jako Jerry Lambert
- Policyjna gorączka (1990, The Last of the Finest) jako Howard „Hojo” Jones
- Martwy mózg (1990, Brain Dead) jako Jim Reston
- Okrutna przeszłość (1990, Back to Back) jako Bo Brand
- Komando FOKI (1990, Navy SEALS) jako Dane
- Ciemna strona (1991, The Dark Backward) jako Gus
- Wstęp wzbroniony (1992, Trespass) jako Vince
- Jeden fałszywy ruch (1992, One False Move) jako Dale Dixon
- Włóczęga (1992, The Vagrant) jako Graham Krakowski
- Uwięziona Helena (1993, Boxing Helena) jako Ray O’Malley
- Tombstone (1993) jako Morgan Earp
- Wirtualna rzeczywistość (1993, Future Shock) jako Vince
- Monolit (1993, Monolith) jako Tucker
- Indian Summer (1993) jako Jack Belston
- Prawdziwe kłamstwa (1994, True Lies) jako Simon
- Poza prawem (1994, Frank and Jesse) jako Frank James
- Kolacja z arszenikiem (1995, The Last Supper) jako Zack
- Apollo 13 (1995) jako Fred Haise
- Twister (1996) jako Bill Harding
- Czułe słówka ciąg dalszy (1996, The Evening star) jako Jerry Bruckner
- Naciągacze (1997, Traveller) jako Bokky
- Titanic (1997) jako Brock Lovett
- The Unsinkable RMS Titanic (1997)
- Prosty plan (1998, A Simple Plan) jako Hank Mitchell
- Wielki Joe (1998, Mighty Joe Young) jako profesor Gregg O’Hara
- Wielka blaga (1998, A Bright Shining Lie) jako John Paul Vann
- U-571 (2000) jako porucznik komandor Mike Dahlgren
- Granice wytrzymałości (2000, Vertical Limit) jako Elliot Vaughn
- Ręka Boga (2001, Frailty) jako ojciec Fentona
- American Experience: War Letters – Stories of Courage, Longing and Sacrifice (2002) jako narrator
- Mali agenci 2: Wyspa marzeń (2002, Spy Kids 2: Island of Lost Dreams) jako Theme Park Owner
- Ruch oporu (2003, Resistance) jako Ted
- Mali agenci 3D: Trójwymiarowy odjazd (2003, Spy Kids 3: Game Over) jako Dinky Winks
- Thunderbirds (2004) jako Jeff Tracy
- Haven (2004)
- Zabójczy kurort (2004, Club Dread) jako Kokosowy Pete
- Wspaniałe Pustkowie. Spacer po Księżycu 3D (2005, Magnificent Desolation: Walking on the Moon 3D) jako (głos)
- Trzy na jednego (2006)
- The Good Life (2007) jako Robbie
- Na skraju jutra (2014, Edge of Tomorrow) jako st. sierż. Farell
- The Gamechangers (2015) jako Jack Thompson
- Zbrodnie niewinności (2016, Mean Dreams) jako Wayne Caraway
- Term Life (2016) jako Joe Keenan
- Krąg (2017, The Circle) jako Vinnie

### Aktor (gościnnie)
- Autostopowicz (1983–1991, The Hitchhiker) jako Trout
- Policjanci z Miami (1984–1989, Miami Vice) jako Vic Romano (1986)
- Opowieści z krypty (1989–1996, Tales from the Crypt) jako Billy

### Producent
- Fish Heads (1982)
- Naciągacze (1997, Traveller)

### Reżyser
- Fish Heads (1982)
- Ręka Boga (2001, Frailty)
- Najwspanialsza gra w dziejach (2005, The Greatest Game Ever Played)

### Scenarzysta
- Fish Heads (1982)